# بلومنائو
بلومنائو (به پرتغالی: Blumenau) یک سکونتگاه مسکونی در برزیل با جمعیت ۳۰۹٬۲۱۴ نفر است که در سانتا کاتارینا واقع شده‌است.